# شوینتا کاتاژنا (استان سلیزیا سفلی)
شوینتا کاتاژنا (به لهستانی:  Święta Katarzyna) یک روستا در لهستان است که در استان سیلزی سفلی واقع شده‌است. شوینتا کاتاژنا ۱٬۸۷۲ نفر جمعیت دارد.

## خواهرخوانده
شهر Sin-le-Noble خواهرخواندهٔ شوینتا کاتاژنا (استان سیلزی سفلی) هست.